# Чуюнчи (Давлекановский район)
Чуюнчи (баш. Суйынсы) — село в Давлекановском районе Республики Башкортостан Российской Федерации. Административный центр Чуюнчинского сельсовета.

## География

### Географическое положение
Расстояние до:
- районного центра (Давлеканово): 37 км,
- ближайшей ж/д станции (Давлеканово): 37 км.

## Население
| 2002 | 2009 | 2010 |
| ---- | ---- | ---- |
| 473  | ↘420 | ↗475 |

## Религия
В селе есть мечеть.

## Известные уроженцы
- Гатауллин, Наиль Гайнатович (1928—2015) — советский и российский хирург. Доктор медицинских наук. Заслуженный деятель науки РСФСР.